# Euglesa maasseni
Euglesa maasseni is een kleine, in zoetwater levende tweekleppigensoort uit de familie van de Sphaeriidae. De wetenschappelijke naam van de soort werd in 1987 voor het eerst geldig gepubliceerd door de Nederlandse malacoloog Hans Kuiper.